# Maison du Chapitre (Saint-Julien-du-Sault)
Pour les articles homonymes, voir Maison du Chapitre.
La maison du Chapitre est une maison située à Saint-Julien-du-Sault, en France.

## Présentation
La maison est située dans le département français de l'Yonne, à Saint-Julien-du-Sault. Elle se trouve juste derrière le chevet de l'église de Saint-Julien-du-Sault.
L'édifice est inscrit au titre des monuments historiques en 1925.